# جواد شيرزاد
جواد شيرزاد (بالفارسية: جواد شیرزاد) هو لاعب كرة قدم إيراني في مركز ظهير ‏، ولد في 20 سبتمبر 1982 في بندر أنزلي في إيران. شارك مع منتخب إيران لكرة القدم. أما مع النوادي، فقد لعب مع نادي استقلال طهران ونادي باس طهران ونادي باس همدان ونادي فولاد خوزستان ونادي ملوان ونادي نفط وغاز كسجاران.